# Icones Plantarum Syriae Rariorum
Icones Plantarum Syriae Rariorum. (abreviado Icon. Pl. Syr.) es un libro ilustrado con descripciones botánicas que fue escrito por el botánico y médico francés Jacques Julien Houtton de La Billardière y publicado en París en los años 1791-1812, con 58 grabados y con el nombre de Decas Prima. Icones Plantarum Syriae Rariorum, Descriptionibus et Observationibus Illustratae...

## Publicación
- Decas 1, Mar 1791;
- decas 2, Jul 1791;
- decas 3, 30 Oct 1809;
- decas 4, 11 Mar 1812;
- decas 5, 11 Mar 1812